# Golden Melon (manzana)
Golden Melon es una  variedad cultivar de manzano (Malus domestica). 
Un híbrido de manzana del cruce de 'Golden Delicious' x 'Indo'. Criado en 1931 en la Estación Experimental de Manzanas de Aomori Japón. Fue descrito y nombrado en 1948. Las frutas tienen una pulpa suave pero moderadamente firme con un sabor dulce a melón.

## Historia
'Golden Melon' es una variedad de manzana, híbrido del cruce de 'Golden Delicious' x 'Indo'. Desarrollado y criado a partir de Parental-Madre 'Golden Delicious' mediante una polinización por Parental-Padre la variedad 'Indo'. Criado en 1931 en la Estación Experimental de Manzanas de Aomori Japón. Fue descrito y nombrado en 1948.
'Golden Melon' está cultivada en diversos bancos de germoplasma de cultivos vivos tales como en National Fruit Collection (Colección Nacional de Fruta) de Reino Unido con el número de accesión: 1953-010 y Nombre Accesión : Golden Melon.

## Características
'Golden Melon' árbol de extensión erguida, de vigor moderadamente vigoroso, portador de espuela. Tiene un tiempo de floración que comienza a partir del 5 de mayo con el 10% de floración, para el 10 de mayo tiene una floración completa (80%), y para el 18 de mayo tiene un 90% caída de pétalos. Presenta vecería.
'Golden Melon' tiene una talla de fruto medio; forma truncado cónica con tendencia a oblonga, con altura 56.00mm y anchura 65.00mm; con nervaduras medias; epidermis con color de fondo es verde amarillento, con un sobre color rojo naranja, importancia del sobre color medio-alto, y patrón del sobre color chapa / moteado, presentando un rubor rojo anaranjado que cubre las dos cuartas partes de la superficie, las lenticelas blanquecinas son abundantes, aunque apenas visibles en el lado sombreado, la piel se vuelve grasosa cuando madura, "russeting" (pardeamiento áspero superficial que presentan algunas variedades) muy bajo; cáliz pequeño y ligeramente abierto, ubicado en una cuenca de profundidad media y estriada; pedúnculo largo y delgado, colocado en una cavidad en forma de embudo cubierta con un ligero "russeting" estrellado saliendo los radios hacia los hombros; carne de color crema, textura firme y muy dulce con sabor a melón.
Su tiempo de recogida de cosecha se inicia a principios de octubre. Se mantiene bien durante cuatro meses en cámara frigorífica.

## Usos
Una excelente manzana para comer en postre de mesa.

## Ploidismo
Diploide, auto estéril. Grupo de polinización: C, Día 11.